# Dècada del 420 aC

## Esdeveniments
- 426 aC - Batalla de Tanagra - els atenencs de Nícies són derrotats en el seu intent d'envair la Beòcia.
- 426 aC - Batalla d'Olpes - els atenencs de Demòstenes vencen els espartans a Etòlia.
- 426 aC - Un gran terratrèmol sacseja Atenes.

- 425 aC - Batalla de Pilos - els atenencs de Demòstenes vencen els espartans, capturant la seva flota i deixant l'enemic a l'illa d'Esfactèria.
- 425 aC - Roma venç a la ciutat etrusca de Veii.

## Personatges destacats
- 426 aC - Zhou Kao Wang - rei de la dinastia Zhou xinesa.
- 425 aC - Heròdot, historiador i geògraf de l'antiga grècia.
- Aristòfanes